# Superman (игра, 1979)
Superman — компьютерная игра, созданная программистом Джоном Данном для игровой системы, которая изначально называлась Atari Video Computer System, но впоследствии была переименована в Atari 2600. Игра была выпущена в 1979 году компанией Atari, Inc. Игрок управляет Суперменом и должен выполнить ряд задач: найти три части разрушенного моста, поставить их на место, а также поймать Лекса Лютора и его банду преступников. В игровом мире присутствуют противники, вроде вертолёта, перемещающего части моста, и спутников с криптонитом, которые превращают Супермена обратно в Кларка Кента.
Компания Atari, ответственная за разработку видеоигры Superman, была дочерней структурой Warner Communications, которая владела издательством комиксов DC Comics. После того как выпущенный в 1978 году фильм «Супермен» показал хорошие финансовые результаты, Atari решила создать видеоигру на его основе. Она предложила этот проект Уоррену Робинетту, разработчику прототипа игры Adventure. Робинетт отказался, но предоставил часть своего кода Джону Данну, который согласился работать над игрой, если ему выделят четыре килобайта памяти для картриджа, а не стандартные два.
После выхода игра Superman получила положительные отзывы от таких изданий, как Video и The Space Gamer. Они отметили игру как одну из лучших разработок Atari и выделили её графику и игровой процесс. Ретроспективные обзоры были неоднозначными: некоторые критики считали, что игра не полностью раскрывает персонажа Супермена, ограничиваясь только его боевыми способностями. Тем не менее, многие критики продолжали отмечать уникальность игрового процесса и качественную для Atari 2600 графику.

## Игровой процесс

Супермен (в центре) летит над городом. Полосы в верхней части экрана представляют карту городского квартала, а в правом верхнем углу расположен игровой таймер.

В видеоигре Superman игрок управляет Кларком Кентом и его супергеройским альтер эго — Суперменом. Задача игры заключается в том, чтобы после взрыва моста на набережной, организованного Лексом Лютором, отремонтировать мост, состоящий из трёх частей, поймать Лютора и вернуться в редакцию газеты «Daily Planet» в качестве Кларка Кента за минимальное время. Супермен может быть повреждён криптонитовыми спутниками, при контакте с которыми он теряет способность летать и может восстановиться, только взаимодействуя с Лоис Лейн. В Метрополисе вертолёт случайным образом перемещает фрагменты моста по игровой карте. Для того чтобы захватить преступника или перенести часть моста, игрок должен взлететь, коснуться объекта и затем приземлиться для его отпускания. Для того чтобы поместить Лекса Лютора и его сообщников в тюрьму, их необходимо подхватить и пролететь с ними через решётку камеры.
Игра была создана до появления механизма горизонтальной прокрутки, и поэтому игрок перемещается между отдельными экранами, каждый из которых представляет квартал Метрополиса. В верхней части экрана находится радар с шестью маркерами, отображающими городские кварталы и близость к Лютору или его приспешникам. Игровые зоны соединены с четырёх сторон, и переходы между ними осуществляются с помощью полётов. Для ускорения перемещения предусмотрены входы в метро, из которых можно выбрать нужный выход.
В игре предусмотрена функция рентгеновского зрения Супермена, позволяющая игроку просматривать четыре прилегающих экрана. В режиме рентгеновского зрения Супермен не может двигаться, однако остаётся уязвимым для спутников с криптонитом.

## Разработка и выпуск
Компания Warner Communications приобрела Atari в 1976 году за 28 миллионов долларов. Warner Communications также была владельцем издательства DC Comics, которое обладало правами на Супермена. В то время рынок комиксов сокращался, и впервые лицензирование персонажей стало более прибыльным, особенно по сравнению с доходами от проката фильма «Супермен» 1978 года. Целью Warner Communications было создание игры на базе этого фильма. По данным Джессики Олдред из книги «Before the Crash», Superman стала первой игрой для Atari VCS, основанной на фильме. Однако в книге «Racing the Beam: The Atari Video Computer System» Иэна Богоста и Ника Монтфорта говорится, что это утверждение сомнительно. Карл Уилсон в своей работе «The Superhero Multiverse» добавляет, что по контракту с Марио Пьюзо, сценарий к фильму не мог быть использован в других медиаформатах, а сам сюжет игры не соответствует ни одному из комиксов о Супермене того периода.

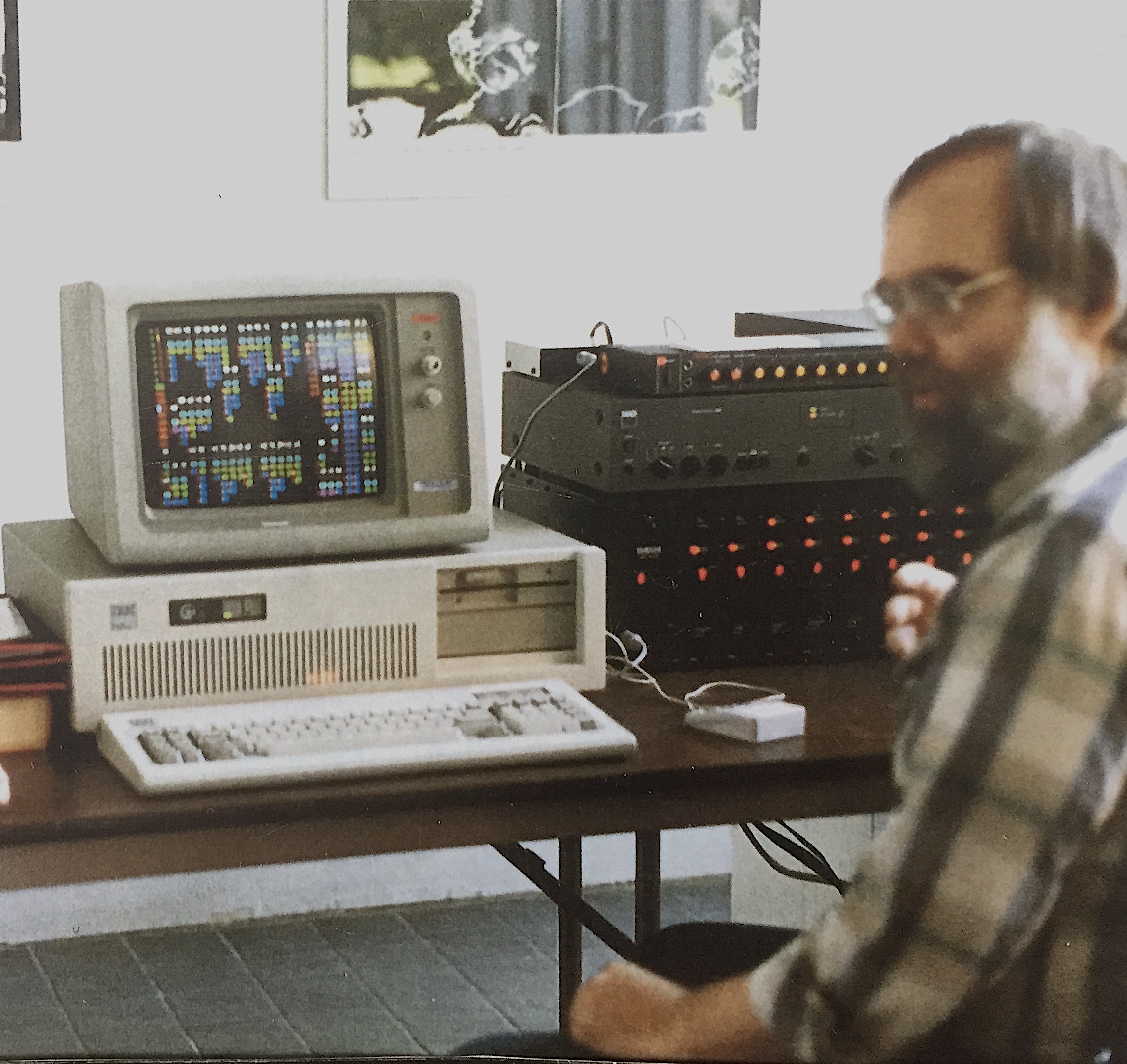
Джон Данн (изображён на фотографии 1986 года) является программистом игры Superman.

В 1978 году, работая над игрой Adventure, Уоррен Робинетт получил задание преобразовать её в игру о Супермене. На тот момент у Робинетта уже был прототип игры, в котором игрок мог перемещать маленький квадратный «курсор» между экранами, подбирая разноцветные фигуры. Задачу разработки Робинетт передал Джону Данну, который взялся за неё, используя уже имеющийся код Adventure. Джуди Рихтер, дизайнер обложки игры, отметила, что DC Comics не принимали активного участия в разработке и не давали свои замечания или мнения.
Данн работал над игрой в 1978 году. Он согласился взяться за проект при условии, что размер чипа с данными в картридже составит четыре килобайта. Кроме Casino и Hangman, все другие игры для Atari VCS разрабатывались в пределах двух килобайт.
В игровой системе Atari 2600 звук и графика реализованы с помощью чипа Television Interface Adaptor. Этот чип, по словам Монтфорта и Богоста, представлял собой сложную задачу для программистов, так как он предлагал лишь ограниченный набор уникальных функций. Система не имела возможностей графического рендеринга, что вынуждало разработчиков вручную прорисовывать каждый кадр экрана. Игра не имела музыкального сопровождения, ограничиваясь базовыми звуковыми эффектами. Громкость этих эффектов менялась в зависимости от высоты полета Супермена. Игра стала одной из первых с многоцветными спрайтами и одной из первых приставочных игр с функцией паузы, следом за системой Fairchild Channel F.
В каталоге «The Atari Video Computer System Catalog», изданном компанией Atari в 1979 году, игра была указана как «скоро в продаже». В сентябре 1979 года Бетси Стейплз в журнале Creative Computing написала о том, что опробовала игру на электронной выставке, в то время как рекламные материалы в газетах сообщали о том, что игра будет готова к 13 сентября и будет в наличии с 28 сентября. Журнал The Space Gamer также подтвердил, что выпуск игры состоялся в третьем квартале 1979 года.
По словам Рихтер, DC предоставила им детальные инструкции о том, как должен выглядеть Супермен, поскольку обложка игры играла ключевую роль: именно её увидят покупатели на прилавках магазинов.

## Критика
Игра Superman получила высокую оценку от Билла Канкела и Арни Каца в журнале Video, где её описали как «знаковый проект, открывающий новую страницу в истории домашних аркадных игр». Они также утверждали, что место этой игры в Зале славы видеоаркад «практически гарантировано». Журнал Video учредил премию «Arcade Awards» для отметки выдающихся достижений в электронных играх. В их ежегодной церемонии 1981 года Superman была названа «Игрой года». Издание характеризовало её как шедевр для одного игрока и «самый важный релиз» года. Норман Хоу в The Space Gamer отметил необычный механизм перехода на новую часть карты при приближении персонажа к краю экрана. Хоу писал, что разнообразные задачи и быстрая система перемещения сделали игру «интересной проблемой» для игроков. Он оценил графику игры как отличную и посчитал её лучшей игрой на Atari, которую ему доводилось видеть. Среди недостатков Хау указал на возможность потери предметов у края экрана и отметил высокую стоимость игры, предлагающей лишь один сценарий. В другой рецензии от журнала Electronic Games, опубликованной в выпуске «1983 Software Encyclopedia», игра получила оценку 9 из 10. Игровой процесс, графика и звук были оценены как отличные, а игра в целом была признана «выдающейся».
В ретроспективном анализе Богост и Монфорт отметили, что игра Superman отказалась от социальных и эмоциональных элементов фильма и комиксов в пользу динамического экшена. Этот подход, по их мнению, стал примером для последующих лицензированных игр. В 2015 году Уильям Уилсон из Forbes высказал мнение, что игра была весьма продвинутой для своего времени, особенно по сравнению с другими, как, например, Adventure от Atari. Скайлер Миллер, рецензент AllGame, поставил игре максимальный балл, отмечая её возможности для повторного прохождения и графику, но признавая, что она не соответствует стандартам игр от Activision для этой же системы. Михал Можейко из Retro Gamer в 2009 году высказал мнение, что игра остается лучшей из всех игр о Супермене, в частности, за её инновационный подход к использованию нескольких экранов. Тем не менее, он указал на неинтуитивность навигации по карте.
Супермен стал первым супергероем, который появился в видеоигре. Его дебют состоялся на игровой системе Atari 2600, а уже 1982 году на той же платформе последовала игра о Человеке-пауке, Spider-Man. В 1983 году, на фоне общего кризиса в индустрии видеоигр, Warner Communications продала Atari и лишилась своего видеоигрового подразделения. Однако с восстановлением рынка компания начала выдавать лицензии на разработку игр на основе персонажей из комиксов. В 1985 году на платформе Commodore 64 вышла игра Superman: The Game, разработанная компанией First Star Software.